# トニー・ディアンジェロ
トニー・ディアンジェロ（Tony D'Angelo, 1995年6月9日 - ）は、アメリカ合衆国イリノイ州シカゴ出身のプロレスラー。現在はNXTにて活動。本名はジョセフ・"ジョー"・アリオラ（Joseph "Joe" Arriola）。

## 来歴

### NXT
2021年10月5日、トニー・ダンジェロというリングネームでデビューし、マリク・ブレイドに勝利。12月5日、 NXT ウォーゲームズでダンジェロ、ブロン・ブレイカー、カーメロ・ヘイズ、グレイソン・ウォーラーと共にジョニー・ガルガノ、LAナイト、ピート・ダン、トマソ・チャンパを破った。
12月21日、ピート・ダンと対戦するも敗北。2022年1月11日、クローバー・オン・ア・ポールでの試合でダンを破る。1月25日、ダンからの攻撃によりキャメロン・グライムスに敗れた。2月15日のNXTベンジェンス・デイでスチールケージ戦でピート・ダンに敗れる。4月2日NXT Stand & Deliverにてトマソ・チャンパに勝利。6月4日、NXTイン・ユア・ハウスでチャニング・ロレンツォとトロイ・ドノヴァンがレガード・デル・ファンタズマを破った。6月21日、カーメロ・ヘイズに敗れた。8月2日、ダンジェロとロレンツォはクリード・ブラザーズとNXTタッグチーム王座戦で対戦したが、サントス・エスコバーの攻撃により敗北。8月16日、エスコバーと対戦し勝利した。
9月27日、NXTハロウィン・ハボックの一枠を懸けた試合でウェス・リーと対戦したが、敗北。12月27日、NXT北米王座戦でリーと対戦したが、ダイジャックからの攻撃により敗北。2023年1月10日のNXT ニューイヤーズ・エヴィルでダイジャックに敗れた。2月21日フォン・ワグナーと対戦し、勝利。3月7日のロードブロッキングで再びダイジャックと対戦し、勝利。4月1日のスタンド & デリバーでダンジェロとロレンツォは、ガラス、クリード・ブラザーズとNXTタッグチーム王座をかけて対戦する。
2024年9月、ノー・マーシーにてNXT北米王者オバ・フェミに挑戦するも、ピンフォール負けを喫した。

## 得意技

### フィニッシュ・ホールド
フィッシャーマンズ・ネックブリーカー
フィッシャーマンズ・スープレックスのように正面から相手の頭を片方の腕で抱え、もう片方の腕で相手の片足の腿辺りを抱える。その状態からスピーディーに自分の体と相手の体を同時に反転させ、同時にマットへ落下し、その衝撃で相手の頭部・背面にダメージを与える。
バック・スープレックス・サイドスラム
抱え式バックドロップの体勢で相手を担ぎ上げ、空中で相手の体を旋回させながら体重を浴びせてマットに叩きつけるバック・スープレックス・サイドスラム。
スパインバスター

### 打撃技
エルボー
クローズライン
ビック・ブート

### 投げ技
スープレックス
スーパープレックス
バック・スープレックス

## 入場曲
- A Seat At The Table 現在使用中